# Cykl biograficzny Ossolineum

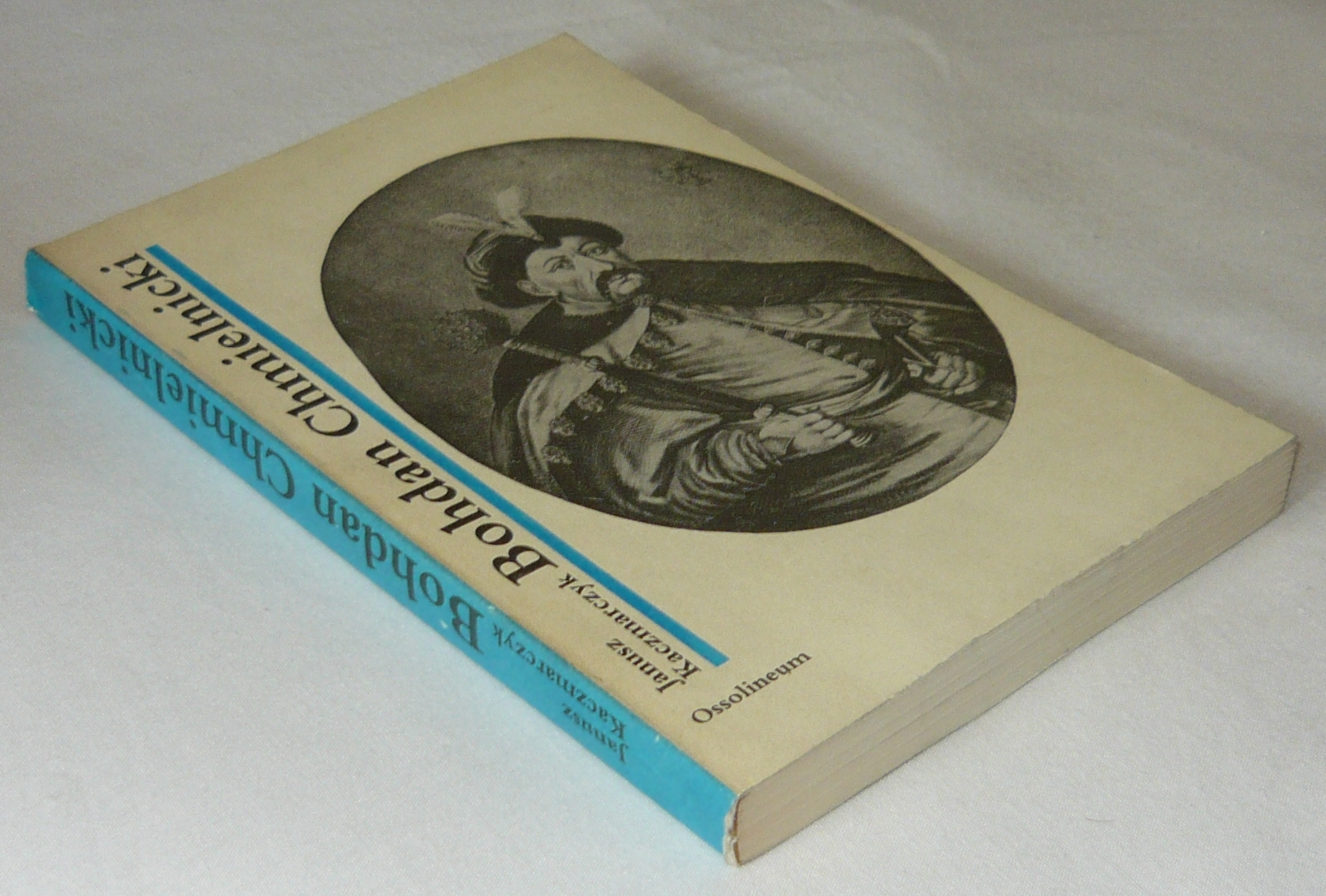
Książka z cyklu biograficznego Ossolineum

Cykl biograficzny Ossolineum – wydawana od 1973 r. seria książek biograficznych Zakładu Narodowego im. Ossolińskich – Wydawnictwo, prezentująca postacie historyczne, zarówno Polaków, jak i obcokrajowców.
Książki tej serii mają charakterystyczną, skromną szatę graficzną: z reguły jest to podobizna tytułowej postaci na białym tle, z wybranymi elementami (grzbiet, podkreślenie tytułu) w wyróżniającym kolorze. Autorami są wyłącznie historycy polscy, tytułem jest imię i nazwisko (przydomek) opisywanej postaci. W latach 90. wznowiono pojedyncze tytuły, książki zyskały lakierowane okładki; w obecnym milenium publikacje serii poddano istotnej odnowie estetyczno-graficznej.

## Wybrane pozycje z serii (alfabetycznie)
Litera „n”  przy książce oznacza, że książka została wznowiona po roku 2000 i ze zmienioną okładką.
- Aleksander Hamilton – Izabella Rusinowa
- Aleksander J. Cuza (...książę Rumunii) – Juliusz Demel
- Anna Jagiellonka – Maria Bogucka n
- August II Mocny – Jacek Staszewski
- August III Sas – Jacek Staszewski n
- Bohdan Chmielnicki – Janusz Kaczmarczyk n
- Bona Sforza – Maria Bogucka n
- Borys Godunow – Danuta Czerska
- Dymitr Samozwaniec – Danuta Czerska n
- Elżbieta Wielka – Stanisław Grzybowski n
- Eugeniusz Kwiatkowski – Marian Marek Drozdowski n
- Feliks Dzierżyński – Jerzy Ochmański
- Franciszek Józef I – Stanisław Grodziski n
- Fryderyk II, w nowym wydaniu Fryderyk Wielki – Stanisław Salmonowicz n
- Fryderyk Wilhelm – Barbara Szymczak n
- Garibaldi – Tomasz Wituch
- Gustaw II Adolf – Zbigniew Anusik n
- Henryk Walezy – Stanisław Grzybowski
- Ignacy Paderewski – Roman Wapiński n
- Iwan Groźny, w nowym wydaniu Iwan IV Groźny – Władysław A. Serczyk n
- Jadwiga. Król Polski – Jarosław Nikodem n
- Jan Kazimierz Waza – Zbigniew Wójcik n
- Jerzy Sebastian Lubomirski – Witold Kłaczewski n
- John F. Kennedy – Hugh Brogan n
- Józef Piłsudski – Włodzimierz Suleja n
- Katarzyna II – Władysław A. Serczyk n
- Kardynał Sapieha – Jacek Czajowski
- Karol XII – Zbigniew Anusik n
- Kazimierz Sosnkowski – Maria Pestkowska
- Kazimierz Wielki – Jerzy Wyrozumski n
- Królowa Wiktoria – Mariusz Misztal n
- Książę Józef Poniatowski – Jerzy Skowronek
- Lenin – Beryl Williams n
- Ludwik XIV – Wojciech St. Magdziarz n
- Ludwik XV – Zofia Libiszowska
- Ludwik XVI – Jan Baszkiewicz
- Ludwik Waryński – Andrzej Notkowski
- Maria Stuart – Maria Bogucka n
- Maria Teresa – Zbigniew Góralski
- Mieszko I – Gerard Labuda n
- Otto von Bismarck – Lech Trzeciakowski n
- Otton III – Jerzy Strzelczyk n
- Philippe Pétain – Jerzy Eisler
- Piotr I Wielki, w nowym wydaniu Piotr Wielki – Władysław A. Serczyk n
- (Maksymilian) Robespierre – Jan Baszkiewicz
- Roman Dmowski – Krzysztof Kawalec n
- Septymiusz Sewerus – Tadeusz Kotula
- Stanisław August Poniatowski – Krystyna Zienkowska n
- Stanisław Leszczyński – Edmund Cieślak
- Tomasz G. Masaryk – Janusz Gruchała
- Tomasz Jefferson – Zofia Libiszowska
- Winston Spencer Churchill – Andrzej Kastory n
- Władysław II Jagiełło – Jadwiga Krzyżaniakowa, Jerzy Ochmański n
- Władysław IV Waza – Henryk Wisner n
- Zygmunt August – Stanisław Cynarski n
- Zygmunt III Waza – Henryk Wisner n